# 음푸말랑가주

음푸말랑가 주의 위치

음푸말랑가주(영어: Mpumalanga Province, 츠와나어: Porofense ya Mpumalanga, 아프리칸스어: Provinsie Mpumalanga)는 남아프리카 공화국 동부에 위치한 주로, 주도는 넬스프루이트이다. 트란스발주에서 분리되어 설치되었으며, 남아공의 동쪽에 위치하여 에스와티니 및 모잠비크와 접한다.
면적은 76,495km2로 남아프리카 공화국에서 하우텡주에 이어 두 번째로 좁다. 최고 고도는 2,331m이다. 2011년 기준 인구는 4,039,939명이고, 인구밀도는 53명/km2이다. "음푸말랑가"는 응구니어군 원주민 언어에서 "동쪽" 또는 "해가 뜨는 곳"을 의미하는 말이다.

## 지리
드라켄즈버그산맥을 기준으로, 서반부는 주로 초원 고지대로 이루어져 있고 동반부는 저고도의 아열대성 사바나 지대로 이루어져 있어 크루거 국립공원의 일부가 포함된다.

## 인구

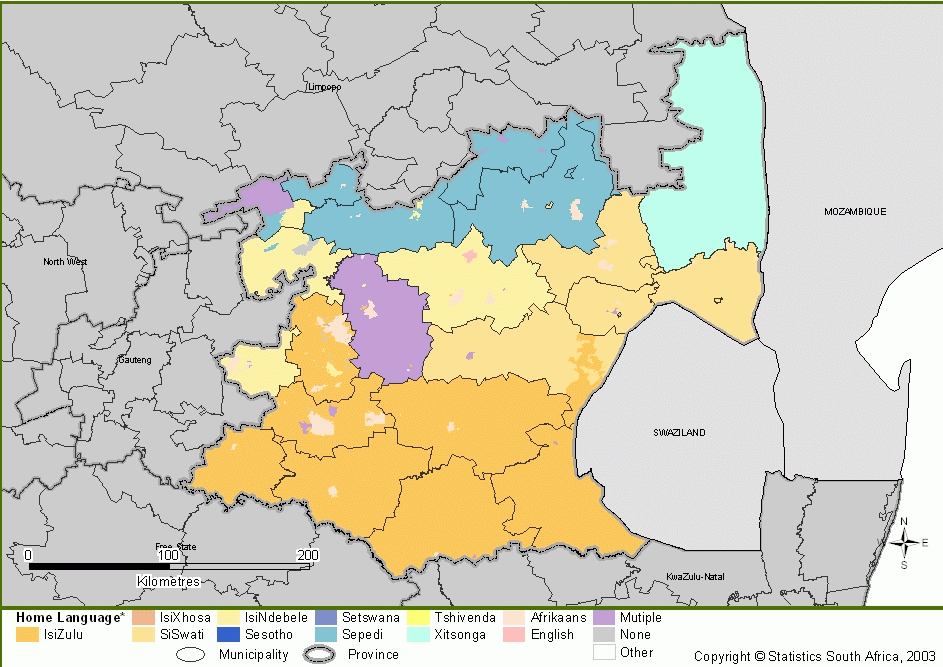
음푸말랑가 주의 언어

### 인종
2011년 기준 인종별 인구는 흑인이 90.1%, 백인이 7.5%, 컬러드가 0.9%, 인도인/아시아인이 0.7%이다.

### 언어
2011년 기준 언어별 사용인구 비율은 스와지어가 27.7%, 줄루어가 24.1%, 총가어가 10.4%, 남은데벨레어가 10.1%, 페디어가 9.3%, 아프리칸스어가 7.2%, 남소토어가 3.5%, 영어가 3.1%이다.

## 지역 구분
3개 행정구(District)와 18개 지방 자치체(Local Municipality)가 있다.
| - 헤르트 시반데 행정구(Gert Sibande District) - Albert Luthuli - Msukaligwa - Mkhondo - Pixley Ka seme - Lekwa - Dipaleseng - Govan Mbeki | - 응캉갈라 행정구(Nkangala District) - Delmas - Emalahleni - Steve Tshwete - Highlands - Thembisile - Dr JS Moroka | - 엘란제니 행정구(Ehlanzeni District) - Thaba Chweu - Mbombela - Umjindi - Nkomazi - Bushbruckridge |